# シーテッド・カーフ・レイズ
シーテッド・カーフ・レイズ(seated calf raise)は、ウエイトトレーニングの種目のひとつ。ヒラメ筋の筋力を高め、筋肥大を促すことができる。腓腹筋にも多少の負荷がかかる。かかとを上げた局面で数秒間収縮させるとなお効果的である。このトレーニングは、コントロールできてなおかつ軽すぎない重量で行うことが重要である。

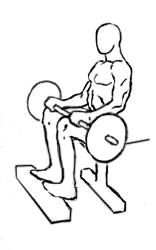
シーテッド・カーフ・レイズ(フリーウエイト)(スタート)

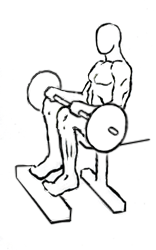
シーテッド・カーフ・レイズ(フリーウエイト)(フィニッシュ)

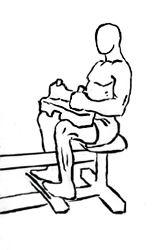
シーテッド・カーフ・レイズ(マシン)(スタート)

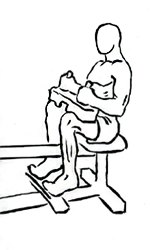
シーテッド・カーフ・レイズ(マシン)(フィニッシュ)

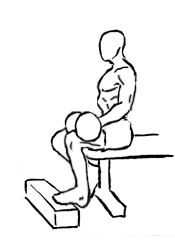
シーテッド・ワンレッグ・カーフ・レイズ(スタート)

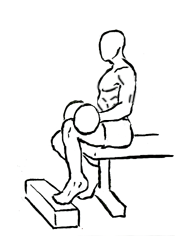
シーテッド・ワンレッグ・カーフ・レイズ(フィニッシュ)

## 具体的動作

### シーテッド・カーフ・レイズ(フリーウエイト)
1. フラットベンチに腰かけ、適当な台の上に足の母指球から先の部分を乗せる。かかとをできるだけ下げて、ふくらはぎを十分にストレッチさせる。ダンベルやバーベルなどの重りを膝の上に置く。
2. 息を吐きながらかかとを上げていく。
3. 最大限に上げたら息を吸いながらかかとをゆっくりと下ろして元の姿勢に戻る。
4. 2~3を繰り返す。

片脚ずつ鍛える事もできる。

### マシン・シーテッド・カーフ・レイズ(マシン)
1. シーテッド・カーフ・レイズのマシンのシートに腰かけ、フットプレートの上に足の母指球から先の部分を乗せる。膝の上にパッドが接するようにする。かかとをできるだけ下げて、ふくらはぎを十分にストレッチさせる。
2. 息を吐きながらかかとを上げていく。
3. 最大限に上げたら息を吸いながらかかとをゆっくりと下ろして元の姿勢に戻る。
4. 2~3を繰り返す。

かかとを上下させるタイプのマシンと爪先を上下させるタイプのマシンが存在する。